# Rhijnspoorplein

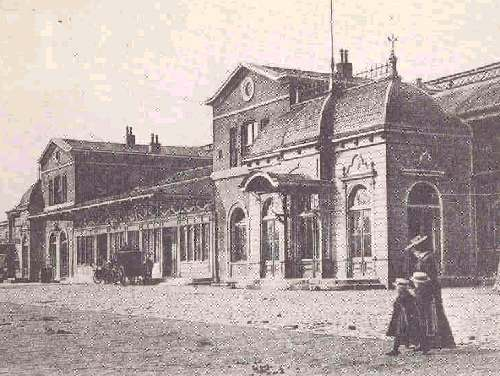
Tot 1939 stond op de plaats van het Rhijnspoorplein het Weesperpoortstation. Foto uit omstreeks 1900.

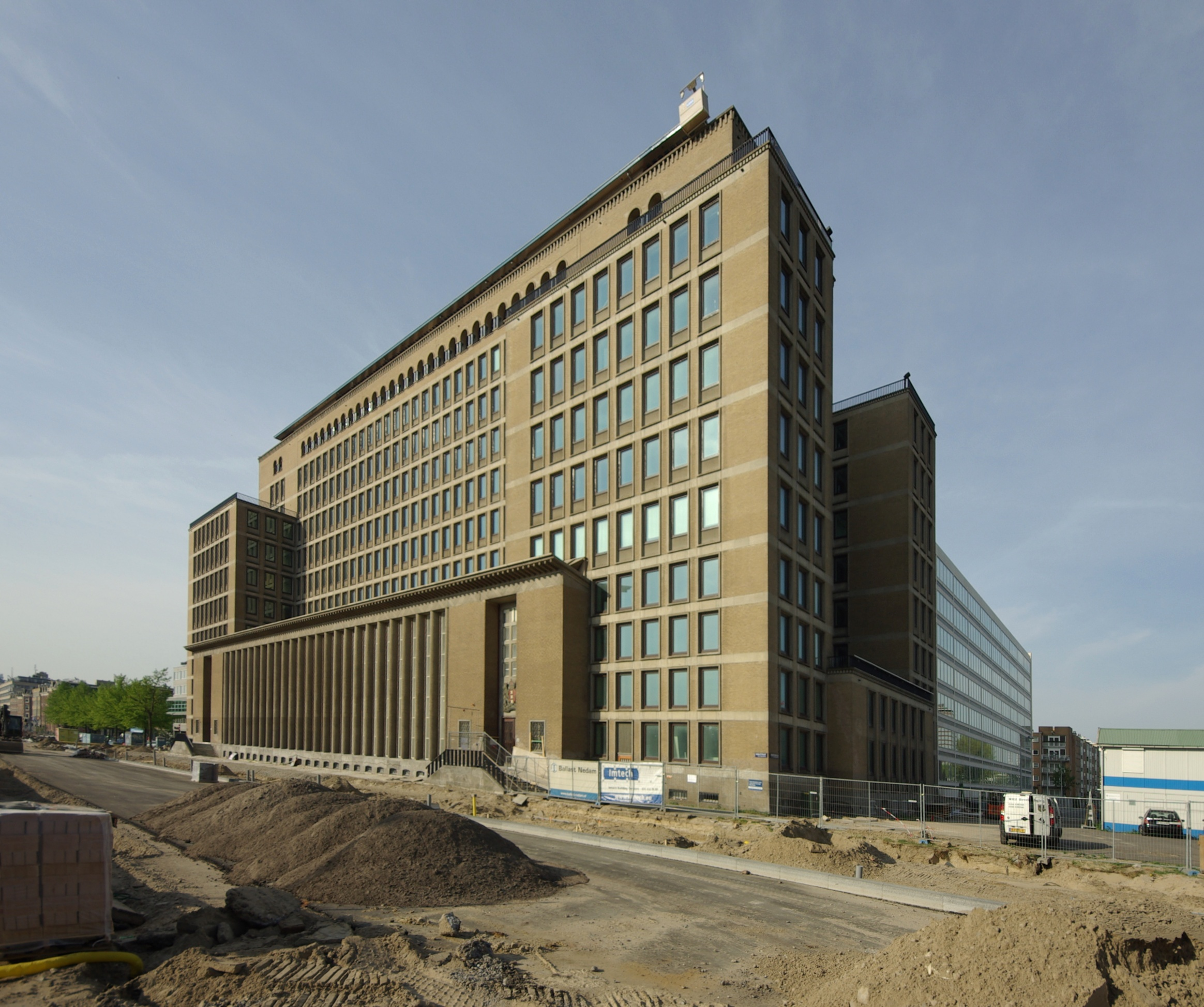
Dezelfde plek, met het in 1958 gebouwde Belastingkantoor, thans Kohnstammhuis.

Het Rhijnspoorplein is een plein in Amsterdam-Oost en -Centrum. Het ligt tussen het Weesperplein en de Wibautstraat en is onderdeel van de Amsterdamse stadsroute s112, tussen de IJtunnel en de Gooiseweg.
Het plein kreeg zijn naam in 1939. Voorheen stond hier van 1843 tot 1939 het Weesperpoortstation. Dit was het vertrekpunt voor de, door de Nederlandsche Rhijnspoorweg-Maatschappij (kortweg genoemd: Rhijnspoor) aangelegde en geëxploiteerde, spoorverbinding naar Utrecht en Arnhem. Van 1881 tot 1939 vertrok hier tevens de Gooische Stoomtram naar Diemen, Muiden, Naarden, Laren en Hilversum. Op de noordoostelijke hoek van het plein, bij de Spinozastraat en de Sarphatistraat, herinnert een beeldhouwwerk van Hildo Krop, met drie historische treinen, aan dat station.
Onderdeel van het plein is een brug, de Weesperpoort, over de Singelgracht. De brug is genoemd naar een historische, gesloopte, Amsterdamse stadspoort. Op de brug staan een beeldhouwwerk, dat herinnert aan de oude stadspoort, en het Standbeeld voor F.M. Wibaut van wethouder Floor Wibaut.
Het Rhijnspoorplein werd gedomineerd door drie grote kantoorgebouwen uit de jaren vijftig en zestig: de Raad van Arbeid, het gebouw van de Belastingdienst en het Wibauthuis. Dit laatste gebouw is gesloopt in 2007. Het gebouw van de Raad van Arbeid heet nu Benno Premselahuis en het voormalige Belastingkantoor heet nu Kohnstammhuis. De gebouwen zijn nu in gebruik bij de Hogeschool van Amsterdam (HvA)
Aan het Rhijnspoorplein en de kop van de Wibautstraat bevinden zich, naast de al genoemde gebouwen, tegenwoordig diverse vestigingen van de Hogeschool van Amsterdam, tezamen de Amstelcampus genaamd. Sinds 2007 bevinden zich daar de opleidingen Interactieve Media en Media en Informatie Management. De nieuwbouw van de HvA op de plek waar voorheen het Wibauthuis stond, wordt ook Wibauthuis genoemd.
Aan de Mauritskade stond tussen het plein en de Weesperzijde tot 2002 een kunstwerk dat aan het Weesperpoortstation herinnerde: de Gebroken Cirkel van Ad Dekkers. Het stelde een stuk opgerolde treinrails voor en was bekend als het "Gat van Duisenberg". De Belastingdienst verhuisde in 1994 naar het Boekhuis in Sloterdijk, het kunstwerk naar de Spaarndammerdijk.

## Verkeer en vervoer
Sinds 1968 ligt onder het plein een tunnel van de Mauritskade, die deel uitmaakt van de route Stadhouderskade - Torontobrug - Mauritskade, samen onderdeel van de stadsroute s101.
De bouw van de Amsterdamse metro startte in augustus 1970 op het Rhijnspoorplein. Toen werden ook de nog aanwezige fundamenten van de draaischijf van het voormalige treinstation gesloopt. De tunnel van de Oostlijn werd in oktober 1977 in gebruik genomen.